# Tutela del Tursiops truncatus
Tutela del Tursiops truncatus este o arie protejată (sit de importanță comunitară — SCI) din Italia întinsă pe o suprafață de 371.920 ha, integral marine.

## Localizare
Centrul sitului Tutela del Tursiops truncatus este situat la coordonatele 43°17′52″N 10°06′04″E / 43.2977°N 10.101°E.

## Înființare
Situl Tutela del Tursiops truncatus a fost declarat sit de importanță comunitară în aprilie 2020 pentru a proteja 6 specii de animale.

## Biodiversitate
Situată în ecoregiunea mediteraneană, aria protejată conține 4 habitate naturale: Straturi cu Posidonia (Posidonion oceanicae), Bancuri de nisip acoperite în permanență slab de apă marină, Recifuri, Peșteri marine scufundate complet sau parțial.
La baza desemnării sitului se află mai multe specii protejate:
- păsări (4): Calonectris diomedea, Larus audouinii, Phalacrocorax aristotelis desmarestii, Puffinus yelkouan
- mamifere (1): delfin mare (Tursiops truncatus)
- reptile (1): Caretta caretta

Pe lângă speciile protejate, pe teritoriul sitului au mai fost identificate 5 specii de plante, 7 specii de mamifere, 19 specii de nevertebrate, 4 specii de pești, 1 specie de reptile.